# Władysław Kozakiewicz
Władysław Kozakiewicz ( Šalčininkai, 8 december 1953) is een Pools voormalig atleet. Hij won olympisch goud in het polsstokhoogspringen en verbeterde in 1980 tweemaal het wereldrecord.

## Biografie
Kozakiewicz werd tweermaal Europees kampioen indoor. Ślusarski werd in 1980 olympisch kampioen. Aan de spelen van 1984 kon Kozakiewicz niet deelnemen vanwege de boycot van het Oostblok.
Hij was een neef van karateka Richard Kozakiewicz.

## Titels
- Europees kampioen indoor polsstokhoogspringen - 1977, 1979
- Olympisch kampioen polsstokhoogspringen - 1980

## Persoonlijke records
- polsstokhoogspringen 5,70 m (1973).

## Palmares

### Polsstokhoogspringen
- 1974:  EK - 5,35 m
- 1975:  EK indoor - 5,30 m
- 1976: 11e OS - 5,25 m
- 1977:  EK indoor - 5,51 m
- 1978: 5e EK indoor - 5,40 m
- 1978: 4e EK - 5,45 m
- 1979:  EK indoor - 5,58 m
- 1980: 4e EK indoor - 5,50 m
- 1980:  OS - 5,78 m
- 1982:  EK - 5,60 m
- 1983: 9e EK indoor - 5,30 m
- 1983: 8e WK - 5,40 m

1896: Welles Hoyt ·
1900: Irving Baxter ·
1904: Charles Dvorak ·
1908: Edward Cook & Alfred Gilbert ·
1912: Harry Babcock ·
1920: Frank Foss ·
1924: Lee Barnes ·
1928: Sabin Carr ·
1932: Bill Miller ·
1936: Earle Meadows ·
1948: Guinn Smith ·
1952: Bob Richards ·
1956: Bob Richards ·
1960: Don Bragg ·
1964: Fred Hansen ·
1968: Bob Seagren ·
1972: Wolfgang Nordwig ·
1976: Tadeusz Ślusarski ·
1980: Władysław Kozakiewicz ·
1984: Pierre Quinon ·
1988: Serhij Boebka ·
1992: Maksim Tarasov ·
1996: Jean Galfione ·
2000: Nick Hysong ·
2004: Tim Mack ·
2008: Steven Hooker ·
2012: Renaud Lavillenie ·
2016: Thiago Braz da Silva ·
2020: Armand Duplantis ·
2024: Armand Duplantis